# Hirasea sinuosa
Hirasea sinuosa је пуж из реда Stylommatophora и фамилије Endodontidae.

## Угроженост
Подаци о распрострањености ове врсте су недовољни.

## Распрострањење
Ареал врсте је ограничен на једну државу. 
Јапан је једино познато природно станиште врсте.